# كنيسة الوحدة
كنيسة الوحدة (Unity Church) وتعرف أيضا بمدرسة الوحدة المسيحية (Unity School of Christianity)، ولكن يجب التفريق بينها وبين التوحيدية المسيحية، أنشأت بيد Charles Fillmore تشارلز فيلمور (1854- 1948) وMyrtle Fillmore ميرتل فيلمور (1845- 1931)، وذلك عام 1889 في كانزاس سيتي في الولايات المتحدة الأمريكية، ويقع مركزها اليوم في يونيتي فيلاج في ميزوري.
يوجد اليوم أكثر من تسعمائة كنيسة وجماعة دراسية تنتمي لكنيسة الوحدة، ويبلغ عدد أتباعها مليونين في خمسة عشر بلد حول العالم. تصدر كنيسة الوحدة مجلة دينية شهرية باسم (الكلمة اليومية Daily Word)، وهي موجهة مع نشرات أخرى لجميع الناس من مختلف الأديان والمذاهب.

## إيمان كنيسة الوحدة
- الله هو مصدر وخالق الكل، ولا توجد قوة أخرى أبدية غير قوته، الله صالح وحاضر في كل مكان.
- البشر كائنات روحية خلقت على صورة الله وروح الله يسكن في جميعهم، لذلك فأن كل إنسان هو صالح بذاته.
- الإنسان يخلق خبرات حياته من خلال طريقة تفكيره.
- يوجد قوة فريدة في الصلاة الإيجابية وهي تعمق اتصالنا بالله.
- معرفة هذه الأساسية الروحية غير كافية، إذ يجب على الإنسان أن يحياها.

## وصلات خارجية
- Unity on line نسخة محفوظة 6 يناير 2009 على موقع واي باك مشين.